# شوسيه دانتان - لافيات (مترو باريس)
شوسيه دانتان - لافيات (بالفرنسية: Chaussée d'Antin – La Fayette)‏ هي محطة مترو تابعة لمترو باريس تقع في فرنسا في الدائرة التاسعة في باريس.[بحاجة لمصدر]